# Бухгалтерские издержки
Бухгалтерские издержки (бухгалтерские расходы, бухгалтерские затраты; англ. accounting costs) — затраты, выраженные в денежной форме израсходованных ресурсов в фактических ценах их приобретения. Могут называться явными затратами, себестоимостью продукции.

## Определение
Согласно п.4. Методическим рекомендаций по бухгалтерскому учёту затрат на производство и калькулированию себестоимости продукции (работ, услуг) в сельскохозяйственных организациях бухгалтерские издержки — это денежное выражение затрат по использованию производственных факторов, в результате которых осуществляется производство (производственные издержки) и продажа продукции (издержки обращения). В бухгалтерские издержки не включается альтернативная стоимость факторов производства, то есть наилучшую упущенную возможность использования ресурсов. В бухгалтерском учете объектом учета являются только бухгалтерские издержки (фактически совершенные и документально оформленные издержки). В управленческом учете для определения альтернативных издержек может быть организована подсистема, где может формироваться информация, предназначенная для определения выбора альтернативного использования ресурсов, обоснования и принятия оптимальных управленческих решений. Таким образом, бухгалтерские издержки (или производственные затраты) могут быть признанными в качестве расходов для получения соответствующих доходов или же «капитализированными», то есть отраженными в бухгалтерском балансе как активы.
Согласно К. Р. Макконнеллу и С. Л. Брю бухгалтерские издержки — это явные издержки.
Согласно учебнику «Экономика для 10-11 классов» под редакцией С.И. Иванова бухгалтерские издержки — это стоимость израсходованных ресурсов в фактических ценах их приобретения, также называются себестоимостью продукции. В них включаются затраты на сырье, материалы, топливо, энергию, заработную плату рабочих и управленческого персонала, арендную плату, проценты по полученным ссудам и т. п. .

## Экономические издержки
Согласно п.4. Методическим рекомендаций по бухгалтерскому учёту затрат на производство и калькулированию себестоимости продукции (работ, услуг) в сельскохозяйственных организациях экономические издержки — это суммарные издержки, включающие: бухгалтерские издержки (денежное выражение затрат по использованию производственных факторов, в результате которых осуществляется производство (производственные издержки) и продажа (реализация) продукции (издержки обращения)) и альтернативные издержки (упущенная выгода от альтернативного использования на связанный в оборотных средствах капитал организации):
Экономические издержки = Бухгалтерские издержки + Альтернативные издержки.

## Бухгалтерская и экономическая прибыль
Согласно К. Р. Макконнеллу и С. Л. Брю бухгалтерская прибыль равна общей выручке за вычетом бухгалтерских издержек (явных издержек):
Бухгалтерская прибыль = Выручка — Бухгалтерские издержки.
Экономическая прибыль = Выручка — Экономические издержки,
где Экономические издержки = Явные издержки + Скрытые издержки.